# Nicholas Lanier

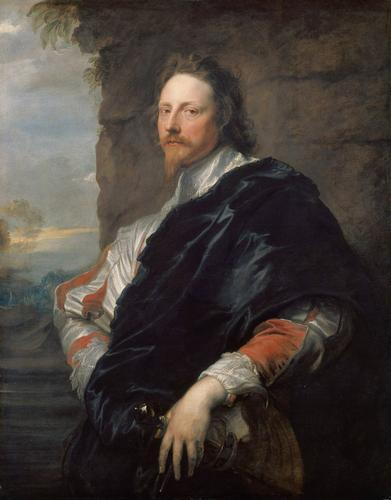
Nicholas Lanier, retratado por van Dyck, 1632 (Kunsthistorisches Museum).

Nicholas Lanier, a veces Laniere (bautizado en Greenwich 10 de septiembre de 1588-24 de febrero de 1666), fue un compositor, cantante, laudista y pintor inglés.

## Vida
Nicholas Lanier era el hijo de John Lanier, quien era el hijo de Nicholas Lanier el Viejo. Su primer maestro  fue su padre, que tocaba el sacabuche. En 1613 compuso una masque para el matrimonio del conde de Somerset junto con Giovanni Coperario y otros. También escribió música e hizo escenarios para The Masque of Augurs de Ben Jonson y Lovers Made Men.
En la década de 1610, Lanier fue nombrado tocador de laúd en la banda del Rey. También cantaba y tocaba la viola.
Desde 1625 hizo una serie de visitas a Italia para coleccionar pinturas para el rey Carlos I de Inglaterra, incluyendo la mayor parte de la colección de arte de los duques de Mantua. Durante esta época oyó la nueva música italiana que componían autores como Claudio Monteverdi. Esto llevó a que fuese uno de los primeros compositores ingleses que introdujeron la monodia y el recitativo en Inglaterra.
En 1626, Lanier se convirtió en el primero en obtener el título de Master of the King's Musick. Puso música a Luminalia una masque sobre libreto de Sir William Davenant, que se interpretó para la reina Enriqueta María y sus damas de compañía en Shrove Tuesday, el 6 de febrero de 1638. Durante la Mancomunidad de Inglaterra vivió en los Países Bajos, pero regresó para volver a sumir sus obligaciones en 1660.
Sólo hay una pintura que se le pueda atribuir un autorretrato en la facultad de música de la Universidad de Oxford.
Lanier murió en 1666 en East Greenwich. Uno de los descendientes directos de su abuelo fue Tennessee Williams.